# Team Sunweb 2017
Questa voce raccoglie le informazioni riguardanti la squadra ciclistica Team Sunweb nelle competizioni ufficiali della stagione 2017.

## Organico

### Staff tecnico
|  | Naz.                   | Ruolo | Sportivo          |  |  |  |
|  | ---------------------- | ----- | ----------------- |  |  |  |
|  | Paesi Bassi (bandiera) | GM    | Iwan Spekenbrink  |  |  |  |
|  | Paesi Bassi (bandiera) | DS    | Rudi Kemna        |  |  |  |
|  | Danimarca (bandiera)   | DS    | Morten Bennekou   |  |  |  |
|  | Paesi Bassi (bandiera) | DS    | Adriaan Helmantel |  |  |  |
|  | Polonia (bandiera)     | DS    | Dariusz Kapidura  |  |  |  |
|  | Svezia (bandiera)      | DS    | Mattias Reck      |  |  |  |
|  | Paesi Bassi (bandiera) | DS    | Marc Reef         |  |  |  |
|  | Australia (bandiera)   | DS    | Luke Roberts      |  |  |  |
|  | Paesi Bassi (bandiera) | DS    | Dirk Rueling      |  |  |  |
|  | Paesi Bassi (bandiera) | DS    | Hans Timmermans   |  |  |  |
|  | Paesi Bassi (bandiera) | DS    | Arthur van Dongen |  |  |  |
|  | Paesi Bassi (bandiera) | DS    | Aike Visbeek      |  |  |  |

### Rosa
|  | Naz.                   |  | Sportivo             | Anno |  |  |
|  | ---------------------- |  | -------------------- | ---- |  |  |
|  | Germania (bandiera)    |  | Nikias Arndt         | 1991 |  |  |
|  | Francia (bandiera)     |  | Warren Barguil       | 1991 |  |  |
|  | Germania (bandiera)    |  | Phil Bauhaus         | 1994 |  |  |
|  | Paesi Bassi (bandiera) |  | Roy Curvers          | 1979 |  |  |
|  | Paesi Bassi (bandiera) |  | Laurens ten Dam      | 1980 |  |  |
|  | Belgio (bandiera)      |  | Bert De Backer       | 1984 |  |  |
|  | Paesi Bassi (bandiera) |  | Tom Dumoulin         | 1990 |  |  |
|  | Germania (bandiera)    |  | Johannes Fröhlinger  | 1985 |  |  |
|  | Germania (bandiera)    |  | Simon Geschke        | 1986 |  |  |
|  | Stati Uniti (bandiera) |  | Chad Haga            | 1988 |  |  |
|  | Australia (bandiera)   |  | Chris Hamilton       | 1995 |  |  |
|  | Paesi Bassi (bandiera) |  | Lennard Hofstede     | 1994 |  |  |
|  | Germania (bandiera)    |  | Lennard Kämna        | 1996 |  |  |
|  | Paesi Bassi (bandiera) |  | Wilco Kelderman      | 1991 |  |  |
|  | Danimarca (bandiera)   |  | Søren Kragh Andersen | 1994 |  |  |
|  | Norvegia (bandiera)    |  | Sindre Lunke         | 1993 |  |  |
|  | Australia (bandiera)   |  | Michael Matthews     | 1990 |  |  |
|  | Paesi Bassi (bandiera) |  | Sam Oomen            | 1995 |  |  |
|  | Austria (bandiera)     |  | Georg Preidler       | 1990 |  |  |
|  | Paesi Bassi (bandiera) |  | Ramon Sinkeldam      | 1989 |  |  |
|  | Paesi Bassi (bandiera) |  | Tom Stamsnijder      | 1985 |  |  |
|  | Paesi Bassi (bandiera) |  | Mike Teunissen       | 1992 |  |  |
|  | Paesi Bassi (bandiera) |  | Albert Timmer        | 1985 |  |  |
|  | Belgio (bandiera)      |  | Zico Waeytens        | 1991 |  |  |
|  | Germania (bandiera)    |  | Max Walscheid        | 1993 |  |  |

## Palmarès

### Corse a tappe
World Tour
- Vuelta al País Vasco

1ª tappa (Michael Matthews)
- Giro d'Italia

10ª tappa (Tom Dumoulin)
14ª tappa (Tom Dumoulin)
Classifica generale (Tom Dumoulin)
- Critérium du Dauphiné

3ª tappa (Phil Bauhaus)
- Tour de Suisse

3ª tappa (Michael Matthews)
- Tour de France

13 tappa (Warren Barguil)
14 tappa (Michael Matthews)
16 tappa (Michael Matthews)
18 tappa (Warren Barguil)
- BinckBank Tour

Classifica generale (Tom Dumoulin)
Continental
- Tour of Oman

3ª tappa (Søren Kragh Andersen)
- Hammer Series

3ª tappa
- Post Danmark Rundt

5ª tappa (Max Walscheid)

### Corse in linea
World Tour
- Cadel Evans Great Ocean Road Race (Nikias Arndt)

### Campionati nazionali
- Campionati olandesi

Cronometro (Tom Dumoulin)
In linea (Ramon Sinkeldam)
- Campionati austriaci

Cronometro (Georg Preidler)

### Campionati mondiali
Nota: nei campionati mondiali gli atleti gareggiano rappresentando la propria federazione, e non la squadra di appartenenza.
- Campionati del mondo

Cronometro Elite (Tom Dumoulin)

## Classifiche UCI

### Calendario mondiale UCI
Individuale
Piazzamenti dei corridori del Team Sunweb nella classifica individuale dell'UCI World Tour 2017.
| Pos. | Ciclista             | Punti |
| ---- | -------------------- | ----- |
| 3    | Tom Dumoulin         | 2 545 |
| 9    | Michael Matthews     | 2 049 |
| 34   | Wilco Kelderman      | 1 049 |
| 37   | Warren Barguil       | 977   |
| 97   | Nikias Arndt         | 377   |
| 98   | Sam Oomen            | 367   |
| 170  | Søren Kragh Andersen | 119   |
| 175  | Mike Teunissen       | 110   |
| 179  | Phil Bauhaus         | 104   |
| 227  | Laurens ten Dam      | 69    |
| 260  | Georg Preidler       | 51    |
| 274  | Ramon Sinkeldam      | 42    |
| 275  | Simon Geschke        | 42    |
| 286  | Max Walscheid        | 38    |
| 299  | Lennard Hofstede     | 33    |
| 350  | Chris Hamilton       | 18    |
| 360  | Bert De Backer       | 14    |
| 372  | Lennard Kämna        | 11    |
| 385  | Roy Curvers          | 8     |
| 410  | Johannes Fröhlinger  | 5     |
| 422  | Chad Haga            | 3     |
| 425  | Sindre Lunke         | 2     |

Squadra
La squadra Team Sunweb ha chiuso in quarta posizione con 8 033 punti.